# Strand (ö)

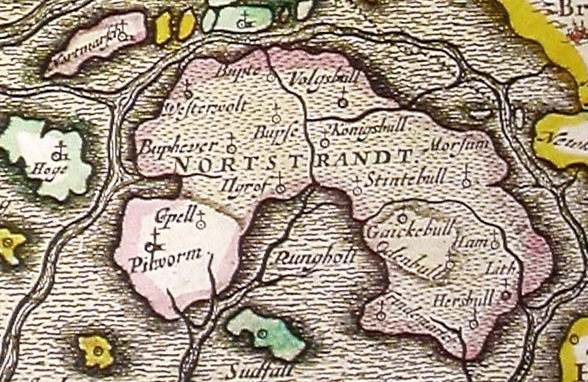
Karta från 1662 som visar ön Strands ursprungliga form och de delar som lades under vatten i samband med stormfloden 1634.

Strand var en ö i Vadehavet utanför Nordfrieslands kust i nuvarande förbundslandet  Schleswig-Holstein i norra Tyskland. Ön bildades i samband med en stor stormflod år 1362 (Grote Mandränke) då områdena runt ön översvämmades. Ett flertal städer, bland annat Rungholt, spolades bort. I samband med en stormflod år 1634 (danska Den Store Manddrukning, tyska Zweite Grote Mandränke) förstördes den då 220 kvadratkilometer stora ön och omkring 6 400 personer drunknade. 
Rester av ön Strand finns kvar i dag i form av de nordfrisiska öarna Pellworm och Nordstrand (numera en halvö) samt holmarna Nordstrandischmoor och Südfall. 